# Råsunda stenstad

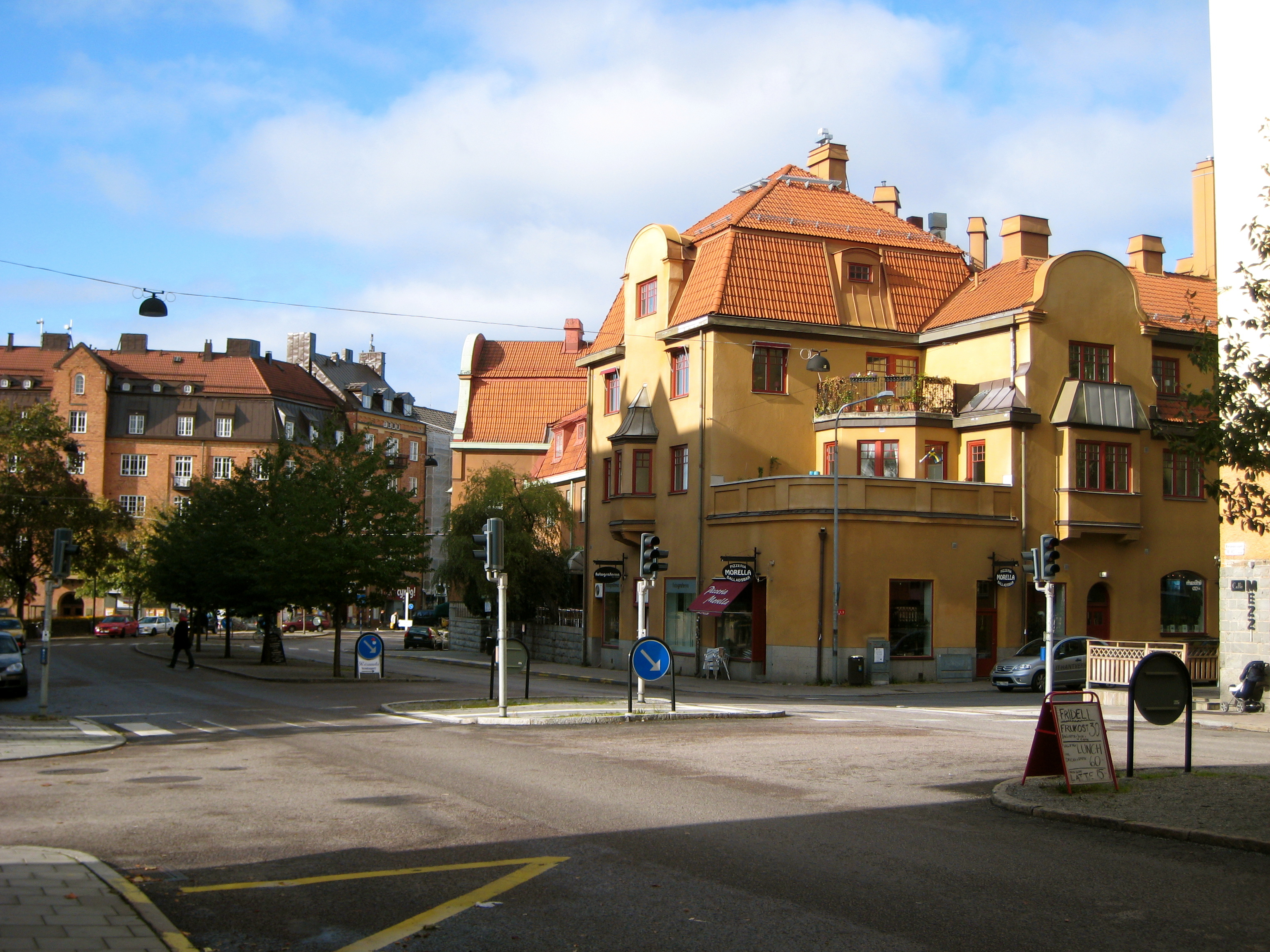
Bebyggelse vid Stråket.

Råsunda stenstad utgörs av 1912 års stadsplans planområde och är centrerad kring den tidigare trafikplatsen Stråket i Råsunda. De äldre stenhusen från tidigt 1900-tal varierar mellan fyra och åtta-nio våningar och är uppförda i arkitekturstilen som idag kallas för jugendstil med inslag av nationalromantik. Under 1930-talet tillkomna lamellhus varierar mellan tre och åtta våningar. På 2010-talet har Solna kommun planlagt delar av Råsunda stenstad för sluten eller halvsluten kringbyggd bebyggelse upp till tio våningar. Råsunda stenstads i dag högsta hus är det 59 m höga kontorshuset invid den nu rivna Råsundastadion. I Råsunda stenstad finns även villabebyggelse mellan en och tre-fyra våningar. Flertalet av villorna har aldrig varit avsedda att bestå och har byggts med provisoriska bygglov.